# Prosthechea aemula
Prosthechea aemula es una orquídea epífita originaria de América.

## Descripción
Es una orquídea de tamaño medio con hábitos de epifita que tiene pseudobulbos piriformes y llevan  una sola hoja, apical. Florece en el otoño y el invierno en  3 a 5 inflorescencias que surgen en un pseudobulbo todavía madurando con flores no retorcidas y fragantes.
La principal diferencia A. aemulum y A. fragrans es que Una flor aemulum en una nueva madurez, ovoides [no cónico] pseudobulbo
Esta especie es similar a Anacheilium calamriam pero se diferencia en que es más grande en la planta y el tamaño de la flor.

## Distribución y hábitat
Se encuentra en Panamá, Colombia, Ecuador, Perú, Venezuela, Guyana, Guyana Francesa, Surinam, Trinidad y Tobago y Brasil en los bosques montanos húmedos en elevaciones de 650 a 1.800 metros.  

## Taxonomía
Prosthechea aemula fue descrito por (Lindl.) W.E.Higgins y publicado en Phytologia  82(5): 376. 1997[1998].
Etimología
Prosthechea: nombre genérico que deriva de las palabras griegas: prostheke (apéndice), en referencia al apéndice en la parte posterior de la columna.
aemula: epíteto latíno que significa "emulando"
Sinonimia
- Anacheilium aemulum (Lindl.) Withner & P.A.Harding
- Encyclia aemula (Lindl.) Carnevali & I.Ramírez
- Encyclia fragrans subsp. aemula (Lindl.) Dressler
- Epidendrum aemulum Lindl.
- Epidendrum aemulum var. brevistriatum Rchb.f.
- Epidendrum cordatum Vell.
- Epidendrum cordifolium Steud.
- Epidendrum fragrans var. aemulum (Lindl.) Barb.Rodr.
- Epidendrum fragrans var. alticallum Barb.Rodr.
- Epidendrum fragrans var. brevistriatum (Rchb.f.) Cogn.
- Epidendrum fragrans var. janeirense Barb.Rodr.
- Epidendrum fragrans var. micranthum Barb.Rodr.
- Epidendrum fragrans var. rivularium Barb.Rodr.[4][5]